# 莫特洛克群島

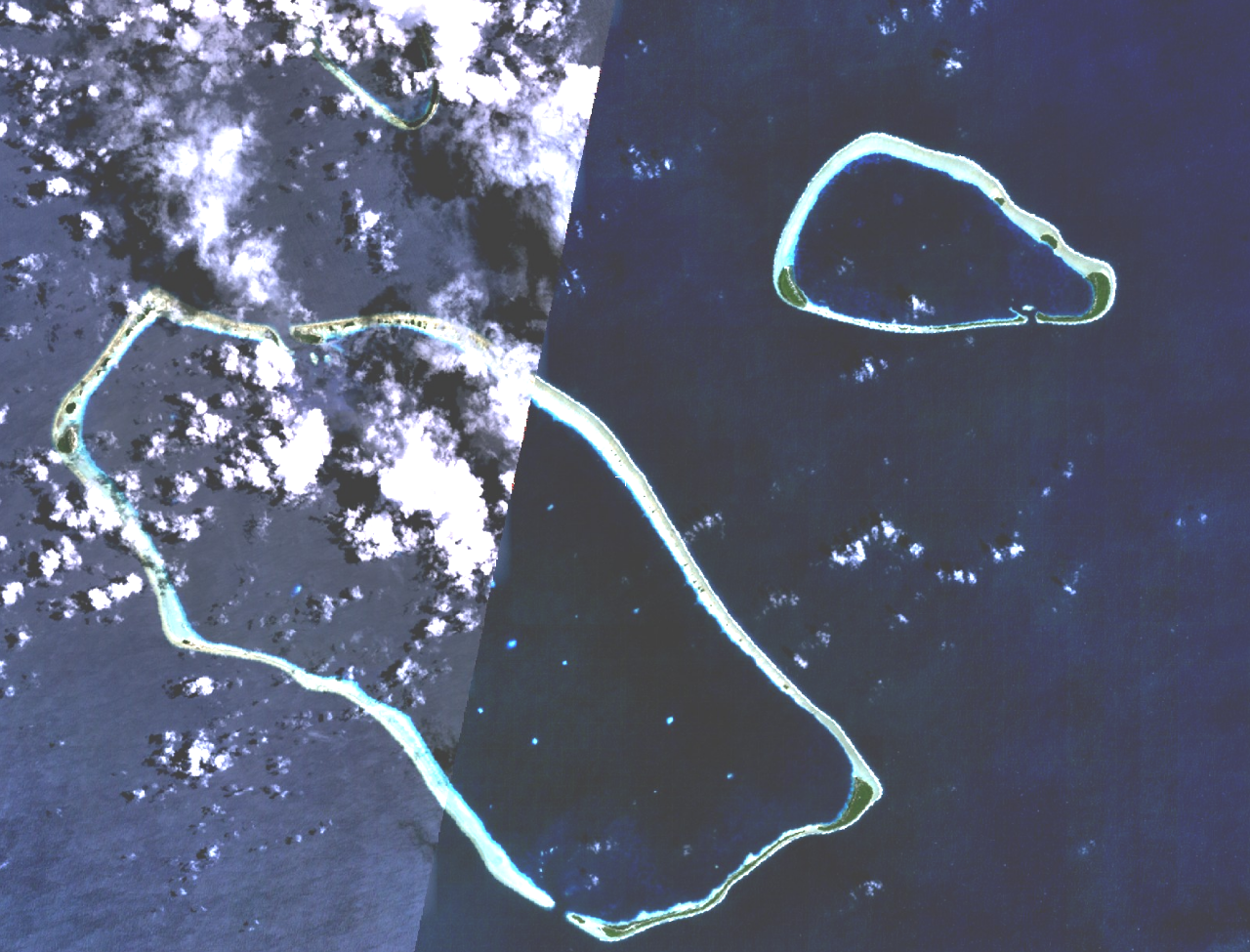

莫特洛克群島是西太平洋島國密克羅尼西亞聯邦的群島，屬於加羅林群島的一部分，行政方面由楚克負責管轄，由薩塔萬環礁、埃塔爾環礁和盧庫諾爾環礁3個環礁組成，總面積10.1平方公里，2000年人口4,634。
5°29′30″N 153°37′30″E / 5.49167°N 153.62500°E